# Kleszczak azjatycki
Kleszczak azjatycki (Anastomus oscitans) – gatunek dużego ptaka z rodziny bocianów (Ciconiidae). Występuje głównie na subkontynencie indyjskim i w Azji Południowo-Wschodniej. Nie jest zagrożony. Upierzenie szaro-białe z błyszczącymi czarnymi skrzydłami i ogonem. Dorosłe ptaki mają przerwę między łukiem górnej części dzioba a zakrzywioną żuchwą. Młode rodzą się bez tej przerwy, co uważane jest za adaptację ułatwiającą zjadanie ślimaków – ich głównego pożywienia. Choć zasadniczo jest ptakiem osiadłym, podejmuje niekiedy wędrówki, gdy zmienia się pogoda lub szukając żerowisk.

## Systematyka
Gatunek ten w 1780 roku opisał Buffon w Histoire Naturelle des Oiseaux pod zwyczajową francuską nazwą Le Bec-ouvert. Został on też zilustrowany w jednym z zeszytów Planches enluminées d’histoire naturelle – wydawnictwa ukazującego się w latach 1765–1780, będącego uzupełnieniem publikacji Buffona; tablica barwna przedstawiająca kleszczaka azjatyckiego, którą sporządził François-Nicolas Martinet, nosiła numer 932, podpisano ją francuską nazwą Le Bec-ouvert. Jako pierwszy nazwę zgodną z zasadami nazewnictwa binominalnego (Ardea oscitans) nadał temu gatunkowi Pieter Boddaert. Autor ten w swej publikacji z 1783 roku przydzielił binominalne nazwy wszystkim 1008 gatunkom zilustrowanym w Planches enluminées d’histoire naturelle (wiele z tych nazw utworzył sam). Zarówno w publikacji Buffona, jak i w podpisie pod tablicą barwną stwierdzono, że okaz typowy pochodził z Pondichery w Indiach (czyli jest to miejsce typowe).
Obecnie kleszczak azjatycki umieszczany jest w rodzaju Anastomus wraz z najbliżej spokrewnionym kleszczakiem afrykańskim (A. lamelligerus). Nie wyróżnia się podgatunków.

## Charakterystyka

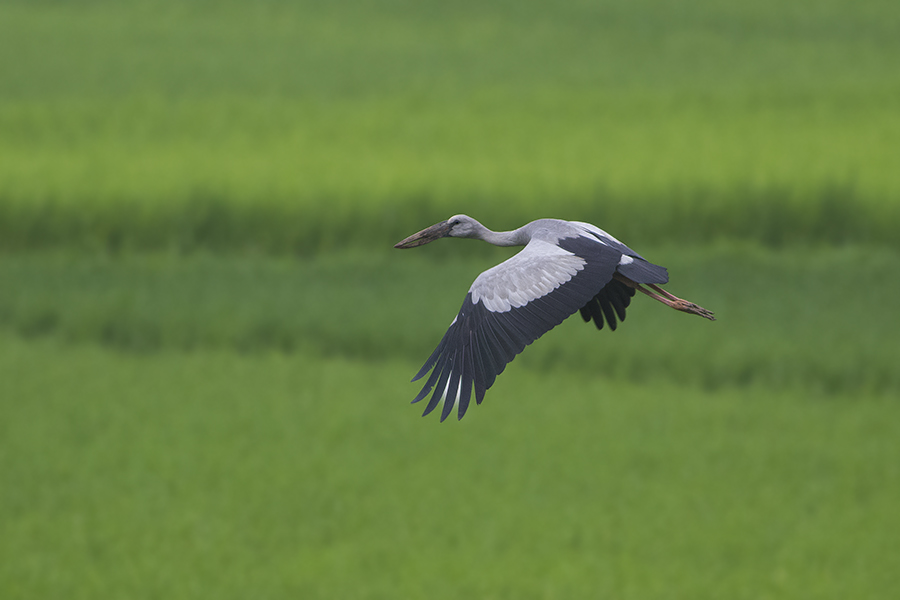
Kleszczak azjatycki w locie

Upierzenie kleszczaka azjatyckiego jest przeważnie szaro-białe z błyszczącymi czarnymi skrzydłami i ogonem, które mają zielony lub fioletowy połysk. Jego zwyczajowa nazwa nawiązuje do charakterystycznej przerwy utworzonej między zakrzywioną żuchwą a górną częścią dzioba (górną szczęką), która to cecha kształtuje się u dorosłych ptaków. Młode ptaki nie mają tej przerwy. Krawędzie tnące żuchwy mają strukturę przypominającą szczotkę, która ma pomagać ptakom w chwytaniu skorupek ślimaków, a cały dziób z uwagi na swój wygląd i funkcję jaką pełni, przypomina kleszcze do chwytania.
Grzbiet czarny, a dziób ciemnoszary. Z daleka może przypominać bociana białego lub bociana czarnodziobego. Krótkie nogi są koloru od różowawego po szary, czerwonawe przed sezonem lęgowym. Młode ptaki są brązowo-szare i mają brązowawe grzbiety. Podobnie jak inne bociany, kleszczaki azjatyckie mają szerokie skrzydła przystosowane do szybowania, dzięki czemu mogą one polegać na ruchach ciepłych prądów powietrznych podczas długotrwałych lotów. Zazwyczaj formują stada, choć samotne osobniki nie należą do rzadkości. Podobnie jak wszystkie gatunki bocianów, latają z wyciągniętymi do przodu szyjami. Kleszczaki azjatyckie są stosunkowo niewielkie, jak na przedstawicieli rodziny bocianowatych i mają do 68 cm wysokości (81 cm długości).

## Zasięg występowania i środowisko
Typowe żerowiska obejmują śródlądowe tereny podmokłe, a do rzadkich należą brzegi rzek i równiny zalewowe. Ptaki mogą przemieszczać się po dużych obszarach w zależności od warunków środowiska. Młode ptaki również rozpraszają się znacznie po pierzeniu. Osobniki zaobrączkowane w Bharatpur w Indiach zostały schwytane 800 km na wschód, a ptaki zaobrączkowane w Tajlandii schwytane 1500 km na zachód, w Bangladeszu. W pochmurne dni od sierpnia do września kleszczaki regularnie tracą orientację z powodu świateł latarni położonych wzdłuż południowo-wschodniego wybrzeża Indii. Gatunek jest bardzo rzadki w prowincjach Sindh i Pendżab w Pakistanie, ale powszechny i szeroko rozprzestrzeniony w Indiach, na Sri Lance, w Mjanmie i Tajlandii.

## Dieta
Jak wiele gatunków z rodziny bocianowatych, kleszczak azjatycki żeruje na mokradłach, przemierzając je lotem trzepoczącym, na zmianę z szybowaniem. W cieplejszych porach dnia unoszą się również na wznoszących prądach powietrznych i mają zwyczaj szybkiego schodzenia na żerowiska. Grupy mogą razem żerować w bliskim sąsiedztwie w płytkiej wodzie lub w grząskim podłożu, na którym mogą się poruszać powolnym i jednostajnym krokiem. Kleszczaki azjatyckie żywią się głównie dużymi mięczakami, w szczególności przepółkami, z których oddzielają skorupkę od ciała ślimaka przy pomocy końcówki dzioba. Wierzchołek dolnej żuchwy dzioba często skręcony jest w prawo. Końcówkę tę kleszczak wkłada w otwór skorupki i wyciąga ślimaka, gdy dziób jest wciąż pod powierzchnią wody. Jerdon zauważył, że były one w stanie chwytać ślimaki nawet z zawiązanymi oczami. Samą czynność jest trudno zobaczyć, stąd pojawiły się spekulację na temat zastosowanej metody. Sir Julian Huxley zbadał dowody pochodzące z okazów i literatury i doszedł do wniosku, że przerwa w dziobie używana jest jak dziadek do orzechów. Ostre krawędzie dzioba mogą być skutkiem ciągłego kruszenia skorupek ślimaków w ten sposób. Późniejsze badania odrzuciły ten pomysł i zasugerowano, że szorstka krawędź dzioba jest adaptacją do chwytania twardych i śliskich muszli. Kleszczaki żerują, trzymając końcówki swoich dziobów nieznacznie rozwarte i szybkimi, pionowymi ruchami dziobią w płytkiej wodzie, często z głową i szyją częściowo zanurzonymi.  Młode ptaki, u których nie wykształciła się jeszcze przerwa w dziobie, także są w stanie polować na ślimaki. Zasugerowano, że przerwa ta umożliwia końcówkom zgniatanie pod większym kątem w celu zwiększenia siły, jaką mogą wywrzeć końcówki na muszli ślimaka. Mniejsze ślimaki są często połykane w całości lub kruszone. Ptaki te jedzą również węże wodne, żaby i duże owady.

## Rozmnażanie

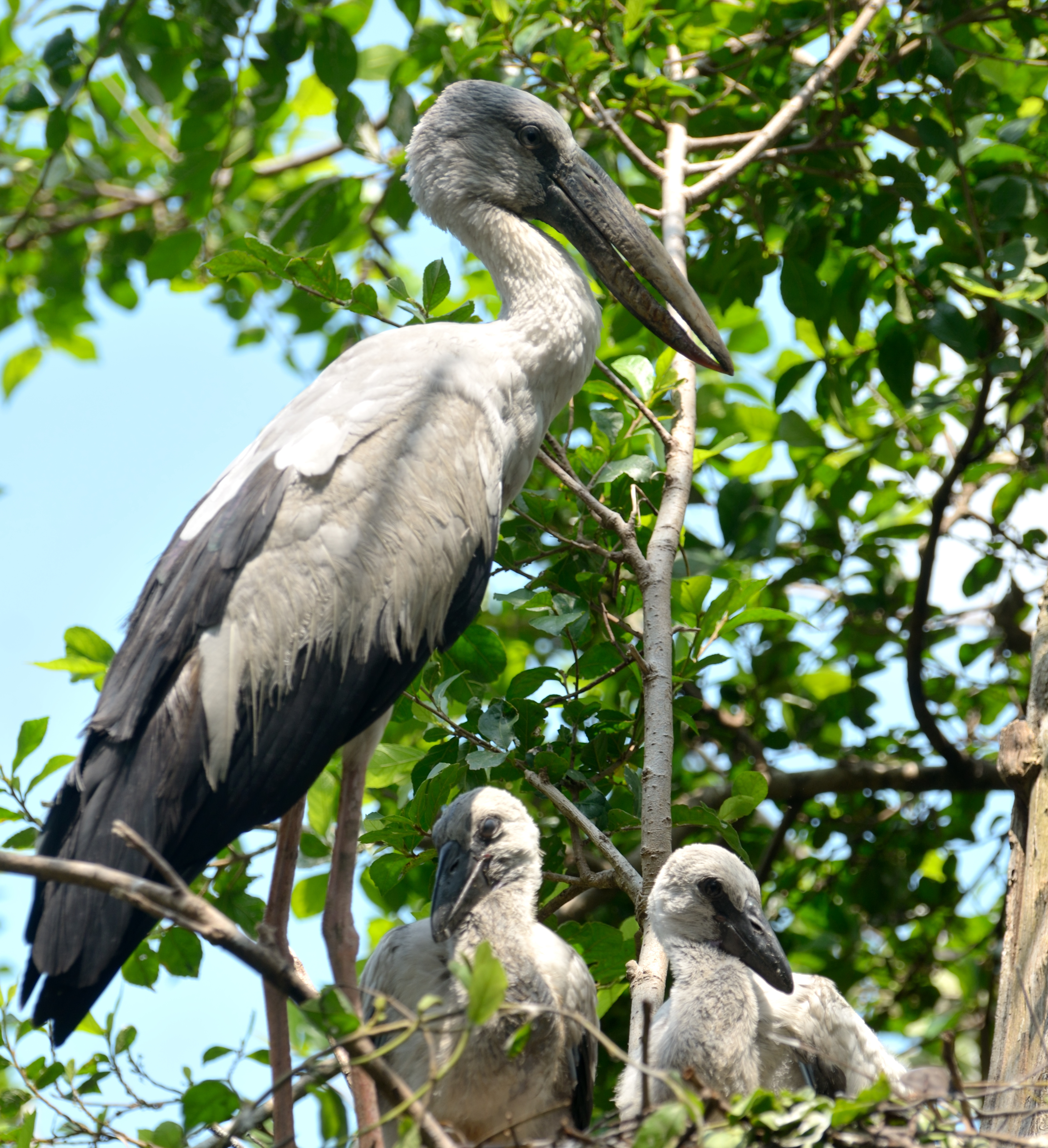
Rodzic z pisklętami

Sezon lęgowy następuje po porze deszczowej, od lipca do września w północnych Indiach i od listopada do marca w południowych Indiach i na Sri Lance. Kleszczaki azjatyckie mogą nie przystąpić do lęgów w latach suszy. Gniazdują w koloniach, budując sztywne platformy z patyków i gałęzi często na zanurzonych do połowy w wodzie drzewach (głównie na gatunkach z rodzaju: Barringtonia, Avicennia, Acacia), zazwyczaj składając 2–4 jaja. Drzewa, na których gniazdują, dzielą wspólnie z czaplami, kormoranami i wężówkami. Kolonie lęgowe położone są czasem w sąsiedztwie siedzib ludzkich, na przykład w środku wsi. Kleszczaki gniazdują blisko siebie, co prowadzi do znacznych przepychanek między sąsiadującymi ptakami. Oboje rodzice na przemian wysiadują jaja, z których po około 25 dniach wykluwają się pisklęta. Podobnie jak inne bocianowate, zazwyczaj milczą, z wyjątkiem klekotania dziobem przez kopulującego samca. Wydają także niskie dźwięki, którym towarzyszą podnoszenie i opuszczanie dzioba, gdy pozdrawiają partnera powracającego do gniazda. Samce mogą niekiedy tworzyć związki poligyniczne, zwykle z dwoma samicami, które mogą znieść jaja w tym samym gnieździe.

## Relacje z innymi zwierzętami
Młode ptaki w gnieździe padają czasami ofiarą orła cesarskiego, stepowego i orlika grubodziobego Chaunocephalus Ferox, gatunek pasożyta jelitowego z gromady przywr, odnotowano u około 80% dzikiej populacji w Tajlandii, podczas gdy inny gatunek przywry, Echinoparyphium oscitansi, został opisany u kleszczaka azjatyckiego w Tajlandii. Inne helminty, takie jak Thapariella anastomusa, T. oesophagiala i T. udaipurensis zostały opisane z przełyku tych kleszczaków.

## Status
IUCN uznaje kleszczaka azjatyckiego za gatunek najmniejszej troski (LC, Least Concern). W 2007 roku liczebność populacji szacowano na 258 tysięcy osobników i był to najliczniejszy gatunek bociana w Azji.